# Vitality Stadium
Vitality Stadium (även känd som Dean Court) är hemmaarena för AFC Bournemouth. Bournemouth är ett fotbollslag som spelar i Premier League. Arenan ligger vid Kings Park i Bournemouth, som är en stad vid Englands sydkust.
Arenan tar 11 307 åskådare. 
Den ursprungliga arenan Dean Court invigdes 31 december 1910 med en match mot Southamptons reservlag. Den döptes till Dean Court efter Mr. J.E. Cooper-Dean som lånade ut mark till klubben. De första åren fick spelarna byta om i the Portman Hotel och sedan gå över Kings Park till Dean Court för att spela. Publikrekordet sattes den 2 mars 1957 då 28 799 åskådare såg en FA Cup-match mot Manchester United.
Efter att ha eftersatt underhållet under många år så började man skissa på en ny arena 1996, och 2001 var man i hamn med projektet. Den nya arenan döptes till Fitness First Stadium efter sponsorn Fitness First. I juli 2011 bytte arenan namn till Seward Stadium efter sponsorn Seward Motor Group. Dock gick Seward i konkurs i början av 2012, och arenan bytte namn till Goldsands Stadium. Även det namnbytet gjordes av sponsorskäl.
Inför klubbens första säsong i Premier League bytte arenan namn till Vitality Stadium under sommaren 2015.